# Carl Ludwig Max Behrens
Carl Ludwig Max Behrens (* 23. September 1850 in Thale; † 7. Januar 1908 in Charlottenburg) war ein preußischer Offizier, zuletzt Generalmajor und Kommandeur der 1. Fußartillerie-Brigade.

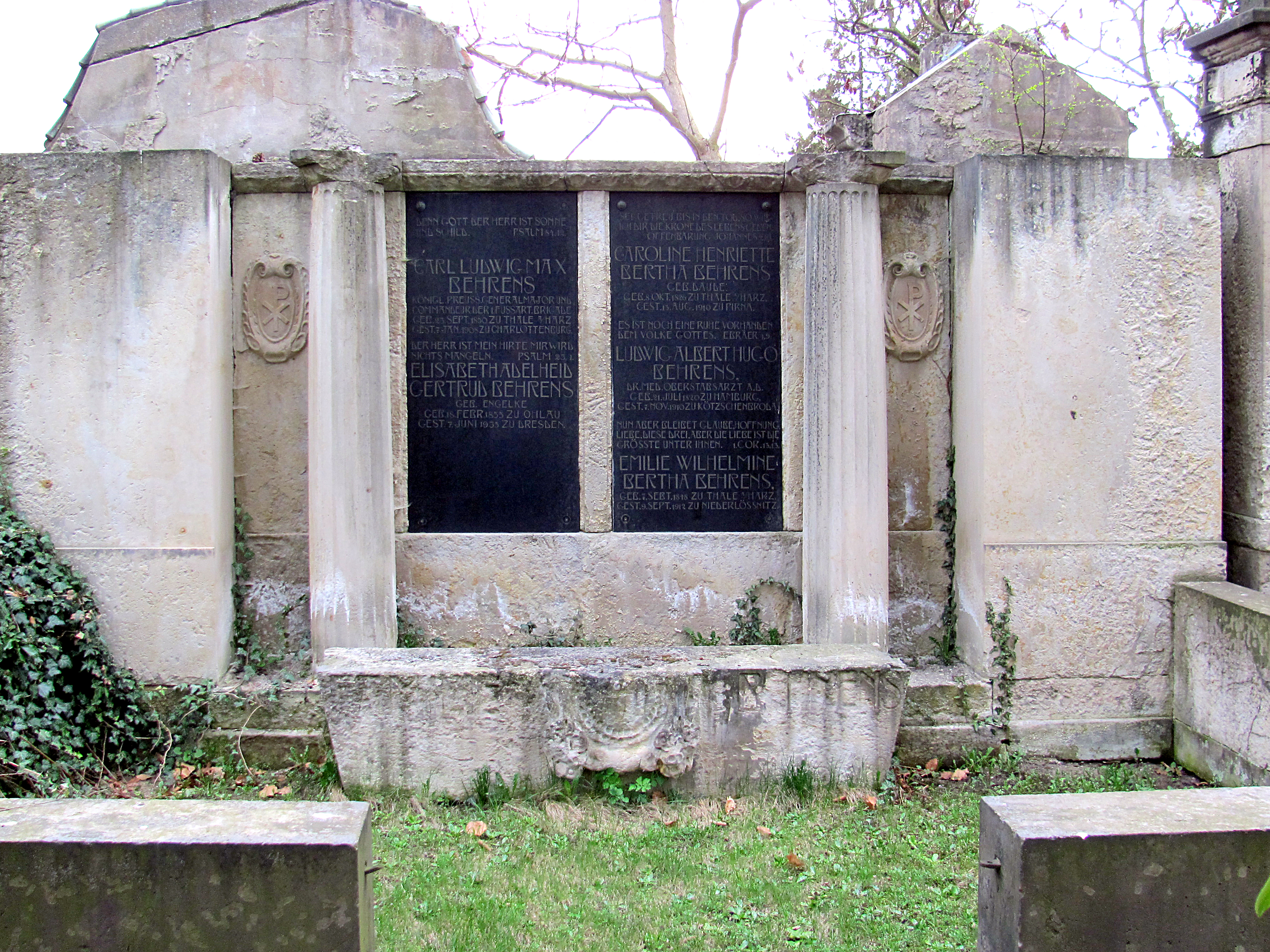
Familiengrab Behrens

Er war der Sohn des Militärarztes und späteren Schriftstellers Hugo Behrens (Pseudonym: B. Renz). Seine Mutter stammte aus Thale.
Behrens wurde auf dem Friedhof Radebeul-West, am Wohnort der Eltern im sächsischen Kötzschenbroda, als erster in einem Familiengrab beerdigt, vor seinen Eltern und der als Schriftstellerin Wilhelmine Heimburg bekannten Schwester. Das Familiengrab auf dem denkmalgeschützten Friedhof wird aus stadtgeschichtlicher und denkmalpflegerischer Sicht als schützenswert angesehen.